# تامارا هوپ
تامارا هوپ (انگلیسی: Tamara Hope؛ زادهٔ ۲ نوامبر ۱۹۸۴) بازیگر و خواننده اهل کانادا است. وی از سال ۱۹۹۹ میلادی تاکنون مشغول فعالیت بوده‌است.
از فیلم‌ها یا برنامه‌های تلویزیونی که وی در آن نقش داشته‌است، می‌توان به گوئینویر جونز، مایل هستید برقصیم؟ و وفاداری از نوع دیگر اشاره کرد.